# Esko Rechardt
Esko Tapani Rechardt (Helsinki, 9 maggio 1958) è un ex velista finlandese.

## Palmarès

### Olimpiadi
- 1 medaglia:
  - 1 oro (Mosca 1980 nella classe Finn)